# Los Rodríguez (musikgrupp)
Los Rodríguez var ett spanskt-argentinskt rockband som var aktivt från 1990 till 1996. Trots deras korta aktivitetsperiod är de idag kända som ett av de populäraste och mest framgångsrika spanskspråkiga rockbanden genom tiderna. Deras originella stil kombinerade klassisk rock med inslag av andra musikstilar som bland annat bolero, rumba, tango, country, blues, funk och flamenco. Några av bandets största förebilder var bland annat Rolling Stones, Sergio Makaroff, Joaquín Sabina och Bob Dylan.

## Medlemmar
- Andrés Calamaro - sång, piano, låtskrivare
- Ariel Roth - gitarr, låtskrivare, sång
- Julián Infante (avliden) - gitarr, låtskrivare, sång
- Germán Vilella - trummor
- Daniel Zamora (avliden) - bas (1993-)
- Candi Avelló - bas (1992)
- Guille Martín - bas (1991)

## Diskografi

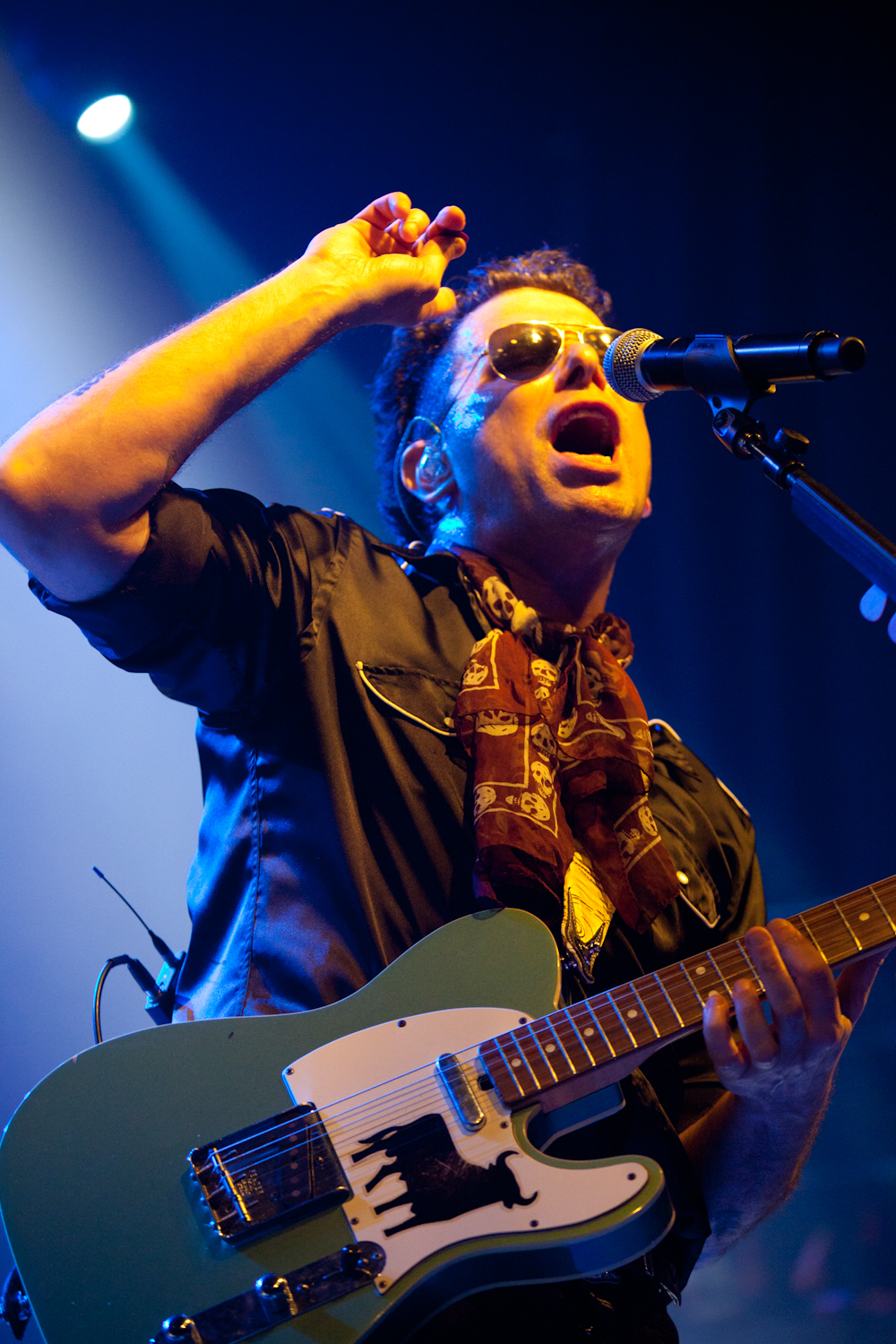
Andrés Calamaro.

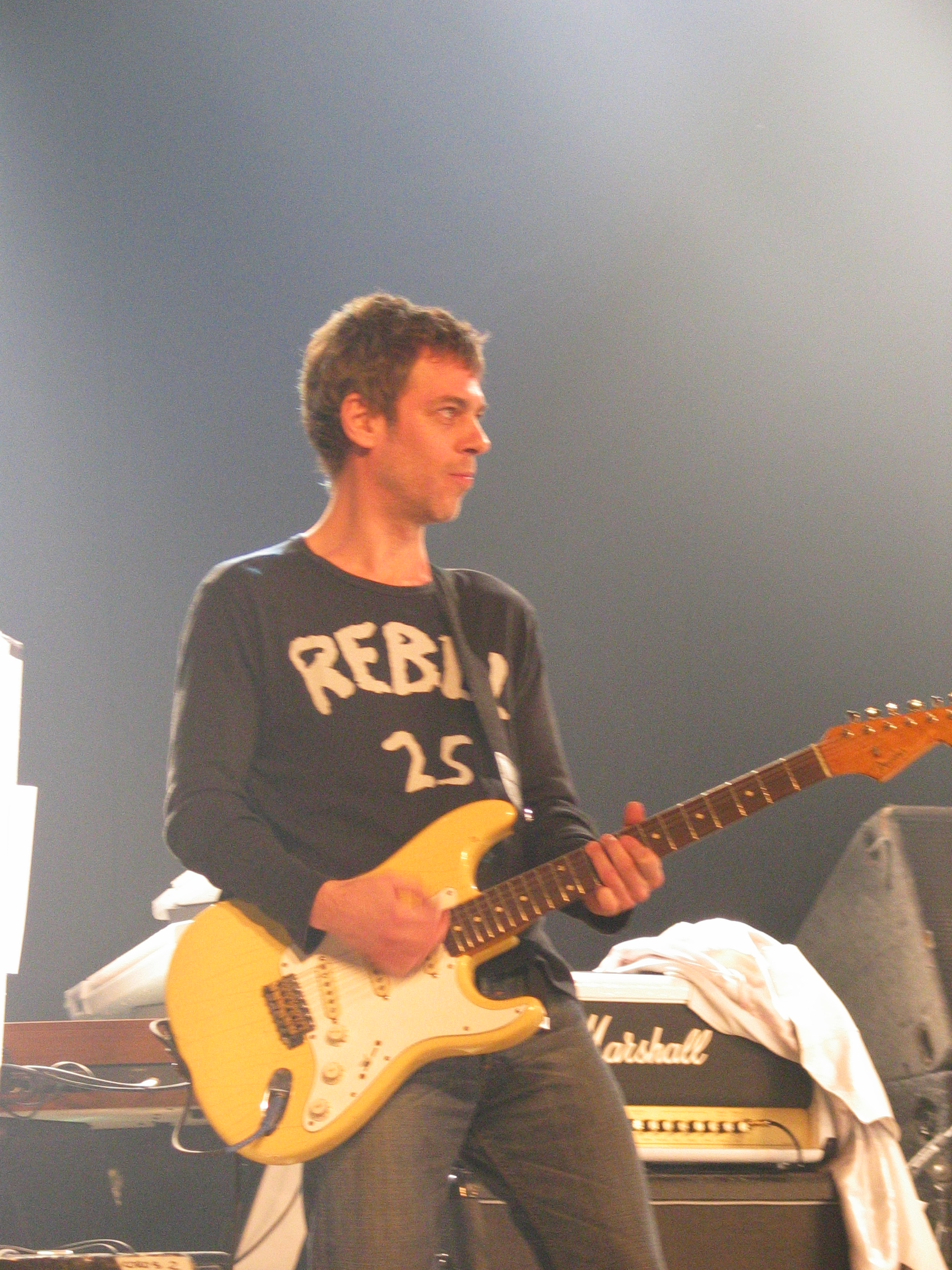
Ariel Roth.

### Studioalbum
- Buena suerte - 1991
- Sin documentos - 1993
- Palabras más, palabras menos - 1995

### Livealbum
- Disco Pirata - 1992

### Samlingsalbum
- Hasta luego - 1996
- Para no olvidar - 2002

### Singlar
- Engánchate conmigo (1991).
- A los ojos (1991).
- Dispara (1991).
- No estoy borracho (1992).
- Dulce condena (1993).
- Sin documentos (1993).
- Salud, dinero y amor (1993).
- Mi rock perdido (1994).
- Milonga del marinero y el capitán (1995).
- Palabras más, palabras menos (1995).
- Aquí no podemos hacerlo (1995).
- Todavía una canción de amor (1995).
- Para no olvidar (1996).
- Mucho mejor (1996).
- Mucho mejor akustisk version (1996).
- Mi enfermedad ny version  (1996).
- Copa rota (1996).